# دومينيك فيدال
دومينيك فيدال (بالفرنسية: Dominique Vidal)‏ هو شخصية أعمال فرنسي، ولد في 25 سبتمبر 1964 في أربونة في فرنسا.